# Gouvernement Rjazan
Het gouvernement Rjazan (Russisch: Рязанская губерния, Rjasanskaja goebernija) was een gouvernement (goebernija) van het keizerrijk Rusland. Het gouvernement bestond van 1796 tot 1929. Het gouvernement ontstond uit het gouvernement Moskou en het gebied van het gouvernement ging op in de oblast Rjazan. Het gouvernement grensde aan de gouvernementen Vladimir, Tambov, Toela en Moskou. De hoofdstad was Rjazan.